# Joe Hart
Charles Joseph John "Joe" Hart (ur. 19 kwietnia 1987 w Shrewsbury) – angielski piłkarz występujący na pozycji bramkarza.

## Kariera klubowa

### Shrewsbury Town
W wieku dziewięciu lat Hart trafił do szkółki piłkarskiej Shrewsbury Town, ale opuścił ją po krótkim czasie. Powrócił do niej w listopadzie 2001. W wieku 15 lat występował już w zespole do lat 19.
W pierwszej drużynie zadebiutował 20 kwietnia 2004 w meczu z Ebbsfleet United. Dzień później podpisał dwuletni zawodowy kontrakt z klubem. W sezonie 2003/2004 zagrał w jeszcze jednym spotkaniu. Jego zespół awansował z Conference National do Football League Two.
W kolejnym sezonie wystąpił w sześciu meczach. Przyciągnął uwagę klubów Premier League, a trener zespołu Gary Peters powiedział, że Hart odszedłby z klubu za minimum milion funtów. 11 maja 2005 przedłużył kontrakt z klubem i pozostał w Shrewsbury Town na sezon 2005/2006.
We wrześniu i grudniu Manchester City złożył oferty kupna Harta, które klub odrzucił. W lutym został wybrany przez PFA najlepszym graczem stycznia 2006 w League Two, a w kwietniu znalazł się w najlepszej jedenastce sezonu ligi wybraną przez tę samą organizację. Rozgrywki zakończył z 50 występami, w tym 46 w lidze.

### Manchester City
22 maja 2006 po przejściu testów medycznych został zawodnikiem Manchesteru City. Podpisał z tym klubem czteroletni kontrakt. Kwota transferu wyniosła 600 tysięcy funtów, ale może wzrosnąć do 1,5 miliona w zależności od liczby spotkań rozegranych przez Harta w tym klubie. Byłaby to wówczas najwyższa suma za transfer otrzymana przez Shrewsbury Town. 14 października 2006 zadebiutował w nowym zespole z powodu kontuzji Nicky’ego Weavaera, występując w meczu z Sheffield United (0:0).
1 stycznia 2007 został wypożyczony na miesiąc do Tranmere Rovers. W klubie tym zadebiutował tego samego dnia w wygranym 2:1 meczu ligowym z Rotherham United. W Tranmere Rovers Hart rozegrał sześć meczów, po czym powrócił do Manchesteru City.
26 października 2008 podpisał nowy, pięcioletni kontrakt z Manchesterem City.
24 czerwca 2009 roku został wypożyczony na sezon 2009/2010 do Birmingham City. 16 sierpnia zadebiutował w tym klubie w przegranym 1:0 wyjazdowym meczu z Manchesterem United. W Birmingham Hart był podstawowym bramkarzem. 26 kwietnia 2010 roku został wybrany do najlepszej jedenastki sezonu w Premier League według PFA, a wcześniej został także nominowany do tytułu najlepszego piłkarza młodego pokolenia w lidze, który powędrował ostatecznie do Jamesa Milnera.
7 sierpnia 2018 Hart podpisał dwuletni kontrakt z Burnley.

## Kariera reprezentacyjna
Hart rozegrał sześć meczów w reprezentacji Anglii U-19 oraz 21 w kadrze U-21.
1 czerwca 2008 zadebiutował w dorosłej kadrze w wygranym 3:0 meczu z Trynidadem i Tobago. W 46. minucie zmienił Davida Jamesa. Był trzecim bramkarzem reprezentacji na Mistrzostwa Świata 2010, ale nie zagrał tam w żadnym meczu. Na Euro 2012 był podstawowym bramkarzem reprezentacji Anglii.

## Statystyki

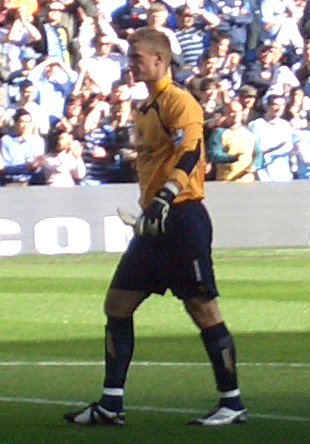
Joe Hart w barwach Manchesteru City (2008).

Stan na 1 lipca 2024.
| Klub               | Sezon              | Liga  | Liga | Puchar kraju | Puchar kraju | Puchar Ligi | Puchar Ligi | Europa | Europa | Łącznie | Łącznie |
| Klub               | Sezon              | Wyst. | Gole | Wyst.        | Gole         | Wyst.       | Gole        | Wyst.  | Gole   | Wyst.   | Gole    |
| ------------------ | ------------------ | ----- | ---- | ------------ | ------------ | ----------- | ----------- | ------ | ------ | ------- | ------- |
| Shrewsbury Town    | 2003/2004          | 2     | 0    | 0            | 0            | 0           | 0           | ––     | ––     | 2       | 0       |
| Shrewsbury Town    | 2004/2005          | 6     | 0    | 0            | 0            | 0           | 0           | ––     | ––     | 6       | 0       |
| Shrewsbury Town    | 2005/2006          | 46    | 0    | 2            | 0            | 2           | 0           | ––     | ––     | 50      | 0       |
| Manchester City    | 2006/2007          | 1     | 0    | 0            | 0            | 0           | 0           | ––     | ––     | 1       | 0       |
| → Tranmere Rovers  | 2006/2007          | 6     | 0    | 0            | 0            | 0           | 0           | ––     | ––     | 6       | 0       |
| → Blackpool        | 2006/2007          | 5     | 0    | 0            | 0            | 0           | 0           | ––     | ––     | 5       | 0       |
| Manchester City    | 2007/2008          | 26    | 0    | 3            | 0            | 3           | 0           | ––     | ––     | 32      | 0       |
| Manchester City    | 2008/2009          | 23    | 0    | 1            | 0            | 0           | 0           | 9      | 0      | 33      | 0       |
| → Birmingham City  | 2009/2010          | 36    | 0    | 5            | 0            | 0           | 0           | ––     | ––     | 41      | 0       |
| Manchester City    | 2010/2011          | 38    | 0    | 8            | 0            | 0           | 0           | 9      | 0      | 54      | 0       |
| Manchester City    | 2011/2012          | 28    | 0    | 0            | 0            | 2           | 0           | 9      | 0      | 34      | 0       |
| Manchester City    | 2012/2013          | 37    | 0    | 1            | 0            | 0           | 0           | 6      | 0      | 44      | 0       |
| Manchester City    | 2013/2014          | 31    | 0    | 0            | 0            | 1           | 0           | 7      | 0      | 38      | 0       |
| Manchester City    | 2014/2015          | 36    | 0    | 0            | 0            | 0           | 0           | 8      | 0      | 44      | 0       |
| Manchester City    | 2015/2016          | 35    | 0    | 0            | 0            | 0           | 0           | 12     | 0      | 47      | 0       |
| Torino FC          | 2016/2017          | 36    | 0    | 1            | 0            | 0           | 0           | 0      | 0      | 37      | 0       |
| West Ham United    | 2017/2018          | 19    | 0    | 3            | 0            | 1           | 0           | 0      | 0      | 23      | 0       |
| Burnley            | 2018/2019          | 19    | 0    | 0            | 0            | 0           | 0           | 2      | 0      | 21      | 0       |
| Burnley            | 2019/2020          | 0     | 0    | 2            | 0            | 1           | 0           | 0      | 0      | 3       | 0       |
| Totttenham Hotspur | 2020/2021          | 0     | 0    | 2            | 0            | 0           | 0           | 8      | 0      | 10      | 0       |
| Celtic F.C.        | 2021/2022          | 35    | 0    | 4            | 0            | 4           | 0           | 11     | 0      | 54      | 0       |
| Celtic F.C.        | 2022/2023          | 37    | 0    | 5            | 0            | 2           | 0           | 6      | 0      | 50      | 0       |
| Celtic F.C.        | 2023/2024          | 37    | 0    | 5            | 0            | 1           | 0           | 6      | 0      | 49      | 0       |
| Łącznie w karierze | Łącznie w karierze | 539   | 0    | 42           | 0            | 17          | 0           | 93     | 0      | 691     | 0       |

## Sukcesy

### Manchester City
- Mistrzostwo Anglii: 2011/2012, 2013/2014
- Puchar Anglii: 2010/2011
- Puchar Ligi Angielskiej: 2013/2014, 2015/2016

### Celtic
- Scottish Premiership: 2021/2022, 2022/2023, 2023/2024
- Puchar Szkocji: 2022/2023, 2023/2024
- Puchar Ligi Szkockiej: 2021/2022, 2022/2023

## Życie prywatne
Joe Hart urodził się 19 kwietnia 1987 w Shrewsbury jako syn Charliego i Louise.
Uczęszczał do Oxon Primary School i Meole Brace School Science College. W dzieciństwie grał w piłkę nożną, ale był także utalentowanym krykiecistą. Występował w szkółce juniorskiej Worcestershire County Cricket Club, a jej dyrektor przyznał, że Hart mógłby zostać w przyszłości czołowym krykiecistą regionu.